# Les Chevaliers du Zodiaque : La Légende du Sanctuaire
Les Chevaliers du Zodiaque : La Légende du Sanctuaire (聖闘士星矢 Legend of Sanctuary, Seinto Seiya Rejendo Obu Sankuchuari) est un film d'animation japonais en image de synthèse de Keiichi Sato adapté du manga Saint Seiya (Les Chevaliers du Zodiaque) sorti le 21 juin 2014 au Japon.
Produit par Toei Animation, le film suit les aventures de Seiya et de ses quatre compagnons, des chevaliers chargés de protéger la réincarnation de la déesse Athéna. Il s'agit d'un reboot de la série, se concentrant sur le combat contre les Chevaliers d'Or.

## Synopsis
Lors d'une bataille, Aiolos et Saga - le premier cherchant à protéger le bébé Athéna et le second à la tuer - se neutralisent, Athéna restant en vie. Peu après, lors d'une expédition au Tibet, Mitsumasa Kido trouve Aiolos en train d'agoniser et un bébé qu'il lui présente comme la réincarnation d'Athéna. Aiolos confie Athéna à Mitsumasa Kido en lui demandant de la protéger et d'attendre ses protecteurs qui seront prêts dans 16 ans.

Seize ans plus tard, la fillette a été nommée Saori Kido par Mitsumasa qui l'a élevée en prétendant être son grand-père. En se rendant à l'aéroport en compagnie de son majordome Tokumaru Tatsumi, elle apprend par ce dernier qu'elle est la réincarnation d'Athéna et quel destin l'attend. C'est alors qu'elle est attaquée par des chevaliers. Mais Seiya, accompagné de Shiryu, Hyoga et Shun interviennent afin de la sauver.

Quelques heures plus tard, Aiolia, le frère d'Aiolos, affronte Seiya et ses compagnons. Après avoir récupéré l'armure d'Aiolos, il les invite à rencontrer le Grand pope en compagnie de Saori. Celle-ci et ses quatre chevaliers sont rejoints par Ikki, le frère de Shun. Ils se lancent à l'assaut du sanctuaire. Mais le temps presse : avant le départ, Saori a été frappée à la poitrine par un chevalier envoyé par le Grand pope. Un mal mystérieux la fait souffrir et ses heures sont comptées.

Seiya, Shiryu, Hyoga, Shun et Ikki doivent alors traverser les maisons des douze chevaliers d'or afin d'accéder au palais du Grand pope.

## Fiche technique
- Titre original : 聖闘士星矢 Legend of Sanctuary
- Titre anglophone : Saint Seiya: Legend of Sanctuary
- Titre français : Les Chevaliers du Zodiaque : La Légende du Sanctuaire
- Réalisation : Keiichi Sato
- Scénario : Chihiro Suzuki et Tomohiro Suzuki, d'après le manga Saint Seiya de Masami Kurumada
- Musique : Yoshihiro Ike
- Production : Masami Kurumada
- Sociétés de production : Toei Animation
- Sociétés de distribution :  Tōei Company,  Wild Bunch Distribution[3]
- Pays d'origine :  Japon
- Langue originale : japonais
- Format : couleur - 2,35:1
- Genre : anime
- Durée : 93 minutes
- Dates de sortie[4] :
  -  France :
    - 11 juin 2014 (avant-première au festival international du film d'animation d'Annecy[5])
    - 25 février 2015[6] (sortie nationale)
    - 1er juillet 2015 (DVD/Blu-ray[7])

  -  Japon : 21 juin 2014
  -  Italie : 8 janvier 2015[1]
  -  Espagne : 6 mars 2015[1]

## Distribution

### Voix originales
- Kaito Ishikawa : Seiya, Chevalier de Bronze de Pégase
- Ayaka Sasaki : Saori Kido alias Athéna
- Kenshō Ono : Hyōga, Chevalier de Bronze du Cygne
- Kenji Akabane : Shiryu, Chevalier de Bronze du Dragon
- Nobuhiko Okamoto : Shun, Chevalier de Bronze d'Andromède
- Kenji Nojima : Ikki, Chevalier de Bronze du Phénix
- Mitsuru Miyamoto : Mu, Chevalier d'Or du Bélier
- Rikiya Koyama : Aldebaran, Chevalier d'Or du Taureau
- Kōichi Yamadera : Saga, Chevalier d'Or des Gémeaux alias le Grand pope
- Hiroaki Hirata : Deathmask, Chevalier d'Or du Cancer
- Gō Inoue : Aiolia, Chevalier d'Or du Lion
- Mitsuaki Madono : Shaka, Chevalier d'Or de la Vierge
- Masumi Asano : Milo, Chevalier d'Or du Scorpion
- Toshiyuki Morikawa : Aiolos, Chevalier d'Or du Sagittaire
- Shinji Kawada : Shura, Chevalier d'Or du Capricorne
- Daisuke Namikawa : Camus, Chevalier d'Or du Verseau
- Takuya Kirimoto : Aphrodite, Chevalier d'Or des Poissons
- Ren Osugi : Mitsumasa Kido
- Bin Shimada : Tokumaru Tatsumi

### Version française
- Maxime Donnay : Seiya, Chevalier de Bronze de Pégase
- Pierre Lognay : Shiryu, Chevalier de Bronze du Dragon
- Alexandre Crepet : Hyōga, Chevalier de Bronze du Cygne
- Olivier Premel : Shun, Chevalier de Bronze d'Andromède
- Laurent Bonnet : Ikki, Chevalier de Bronze du Phénix
- Sophie Frison : Saori Kido alias Athéna
- Bruno Mullenaerts : Mū, Chevalier d'Or du Bélier; Shaka, Chevalier d'Or de la Vierge
- Philippe Résimont : Aldébaran, Chevalier d'Or du Taureau; Mitsumasa Kido
- Mathieu Moreau : Saga, Chevalier d'Or des Gémeaux alias le Grand Pope; Aiolos, Chevalier d'Or du Sagittaire
- Alain Eloy : Masque de Mort, Chevalier d'Or du Cancer
- Nicolas Matthys : Aiolia, Chevalier d'Or du Lion
- Marie-Line Landerwyn : Milo, Chevalier d'Or du Scorpion
- David Manet : Shura, Chevalier d'Or du Capricorne; Aphrodite, Chevalier d'Or des Poissons
- Patrick Donnay : Tokumaru Tatsumi

Société de doublage : NDE Production
Adaptation des dialogues : Frédéric Alameunière